# جزیره پمبا
جزیره پمبا (به انگلیسی: Pemba Island) جزیره‌ای در کشور تانزانیا و تحت حاکمیت منطقه خودمختار زنگبار می‌باشد. این جزیره را با نام جزیره سبز نیز می‌شناسند.
بزرگترین شهر پمبا شهرستان وته می‌باشد.

## وضعیت کلی
این جزیره مرکز پرورش میخک است. براساس سرشماری سال ۲۰۱۲ این جزیره ۴۰۶۸۰۸ نفر ساکن داشته است. بخش عمده جمعیت ساکن از طریق کشت میخک ارتزاق می کنند. در هفتاد درصد مزارع این جزیره میخک کشت می شود. این جزیره به سبب کشت میخک از زیبایی خاصی برخوردار است که در ماه های بارندگی این زیبایی به اوج خود می رسد. مورخان و جغرافی دانان قرون اولیه هجری به این جزیره به طور مشخص اشاره کرده اند و خطوط دریایی بین آسیا و جزیره پمبا را توصیف کرده اند. 
چاکه چاکه بزرگترین شهر این جزیره است بیشتر مراکز اداری و اقتصادی در این شهر است. جمعیت این شهر براساس سرشماری سال ۲۰۱۲ برابر ۲۱۶۸۶ بوده است. شهر امکوانی بندر اصلی پمبا است.

## نگارخانه

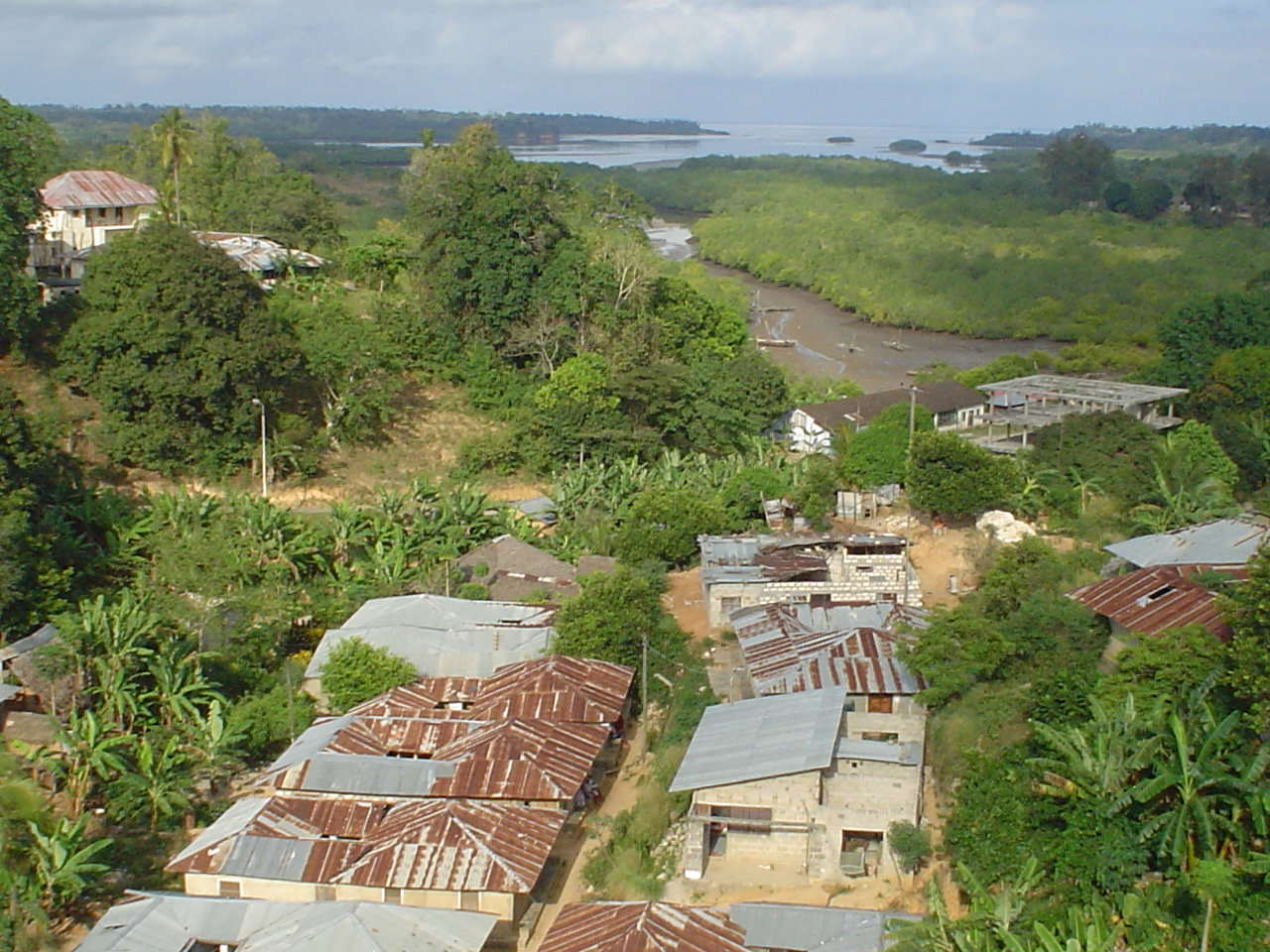
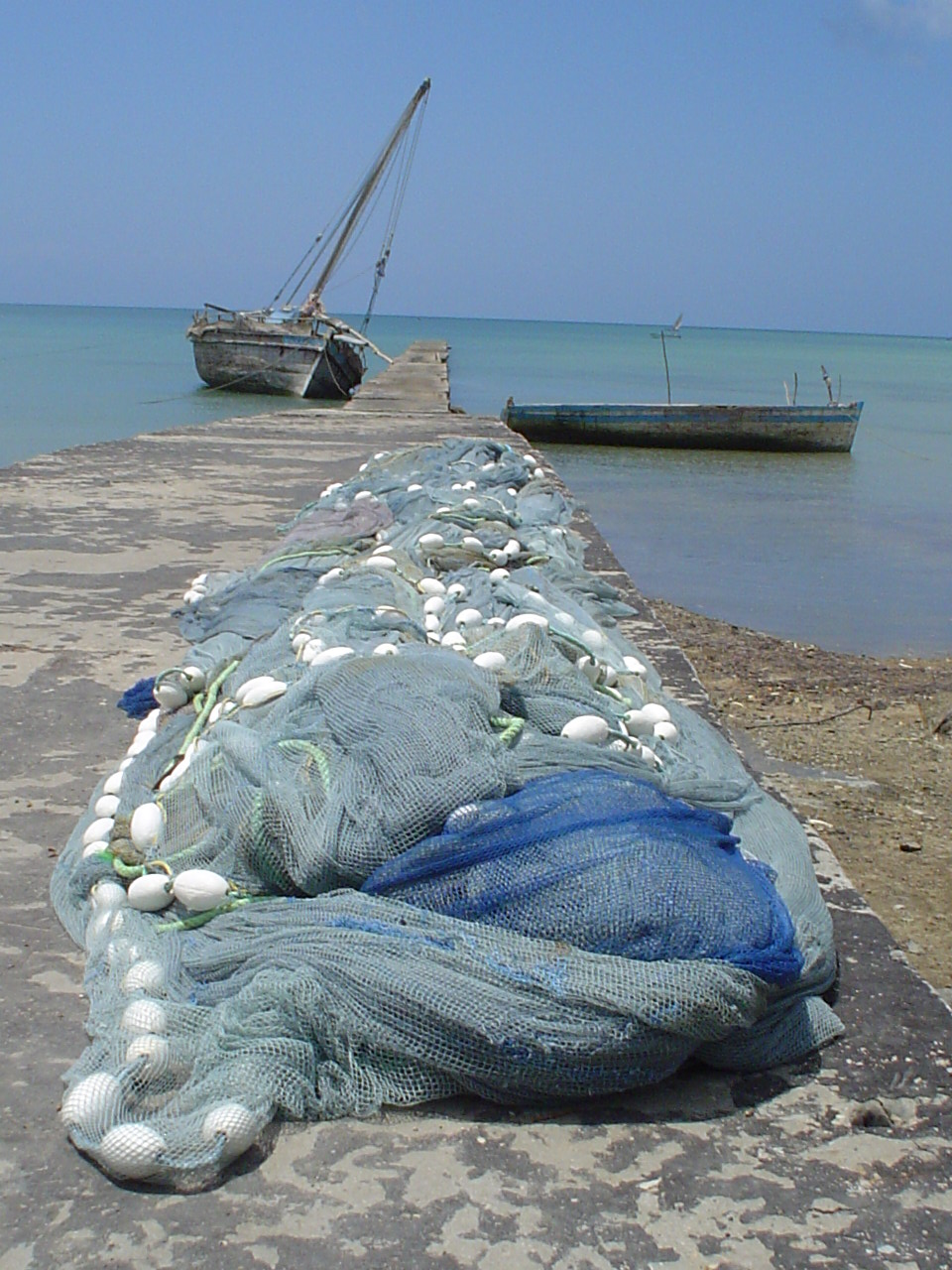
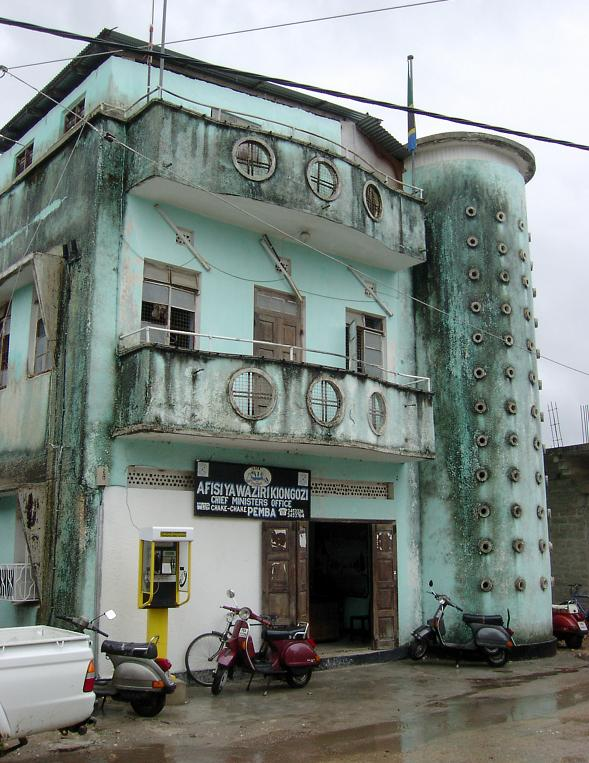
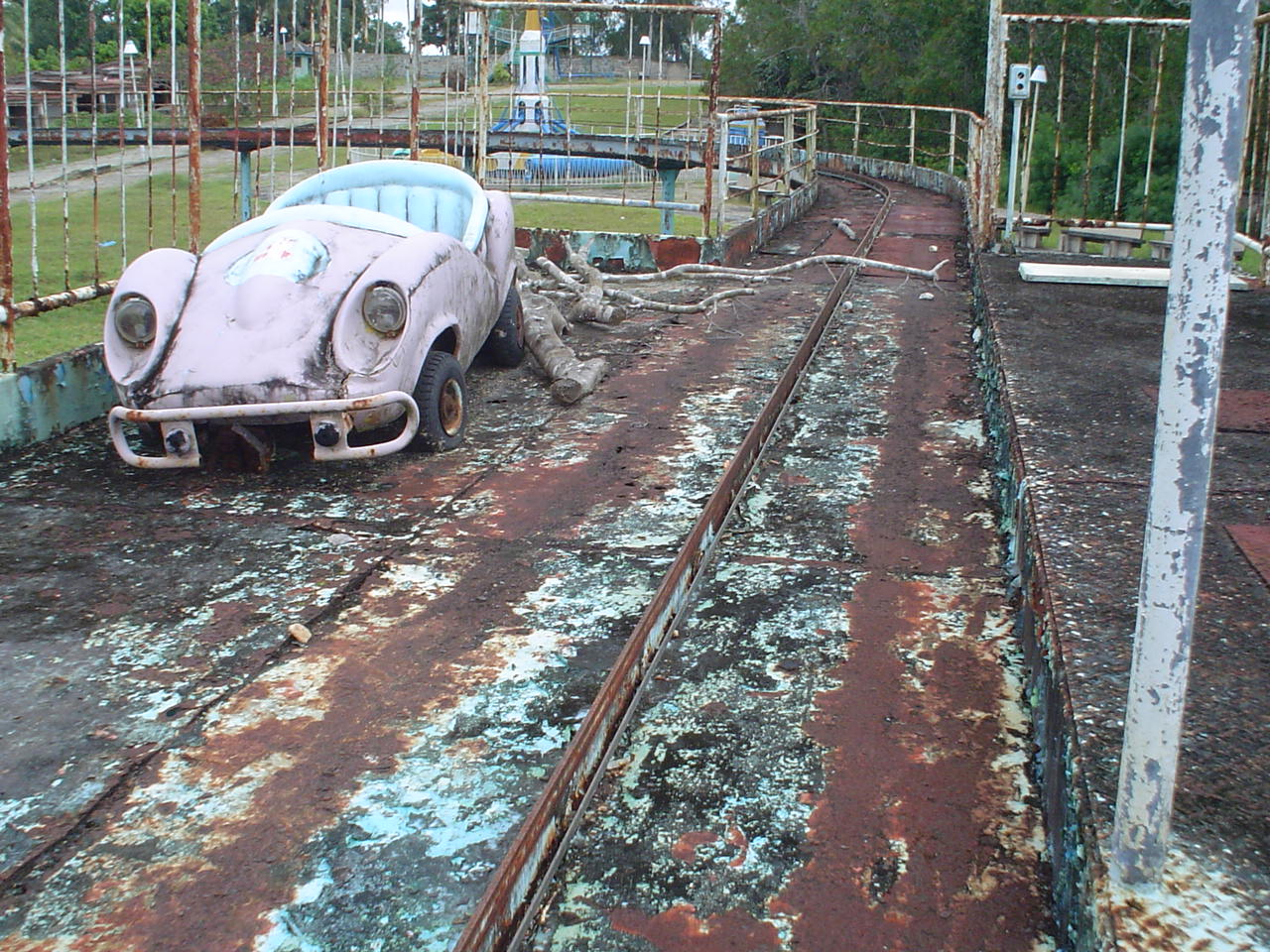
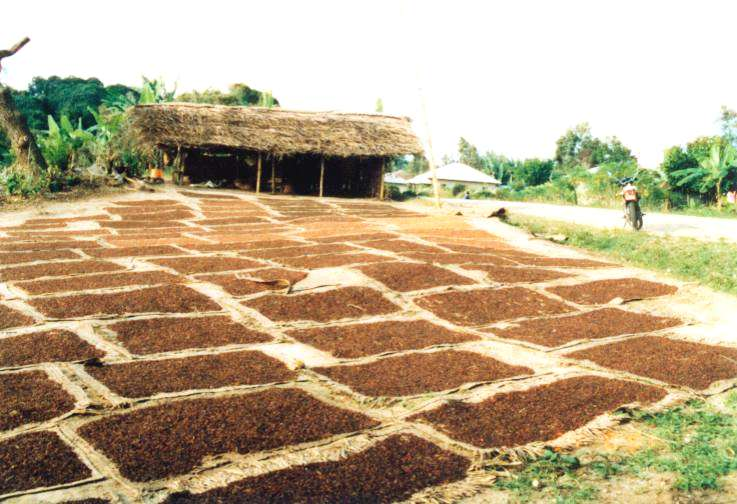
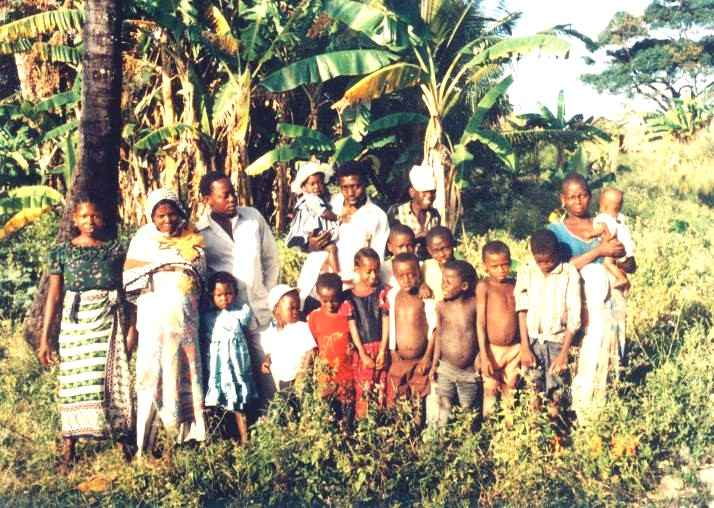
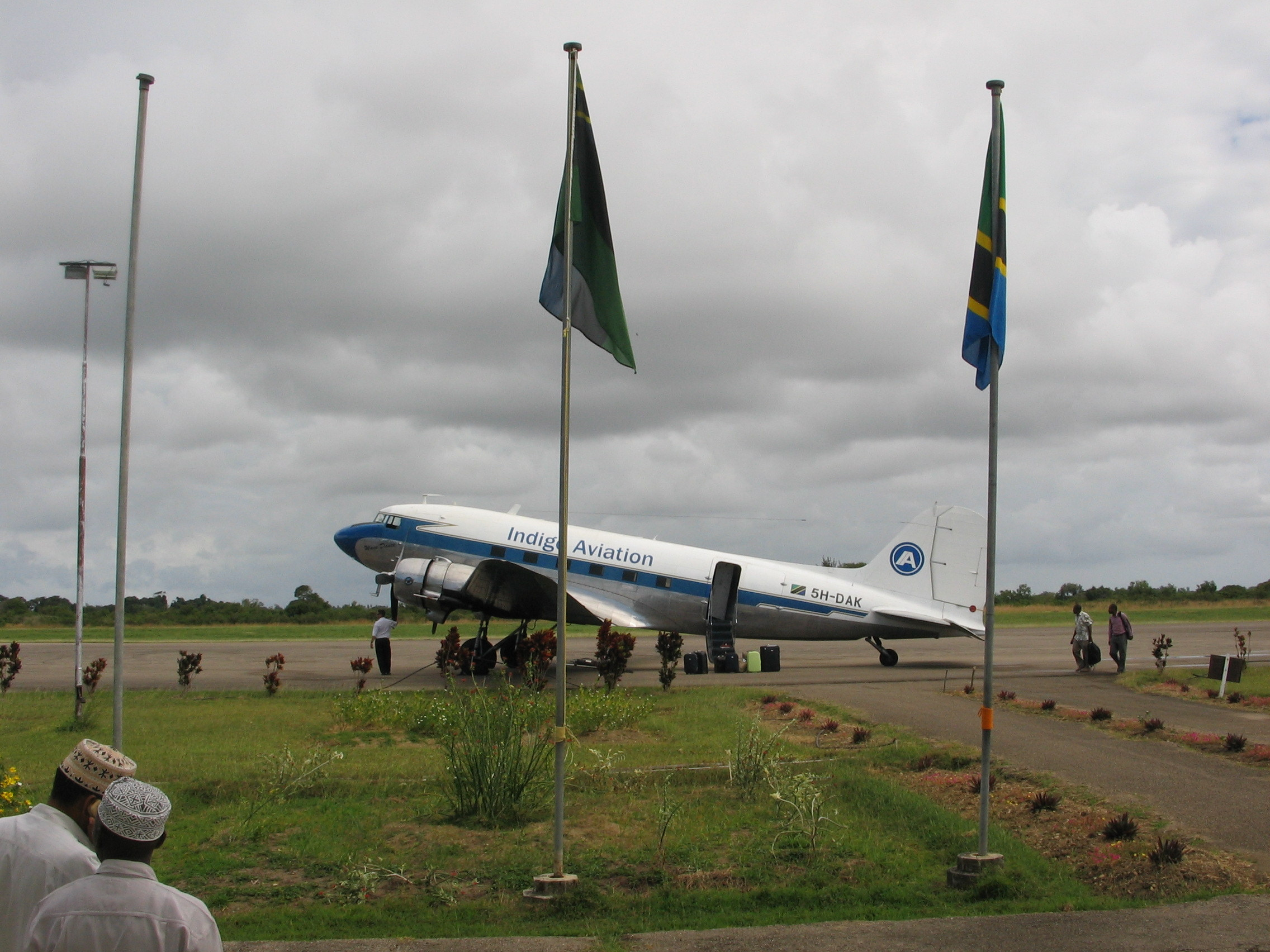
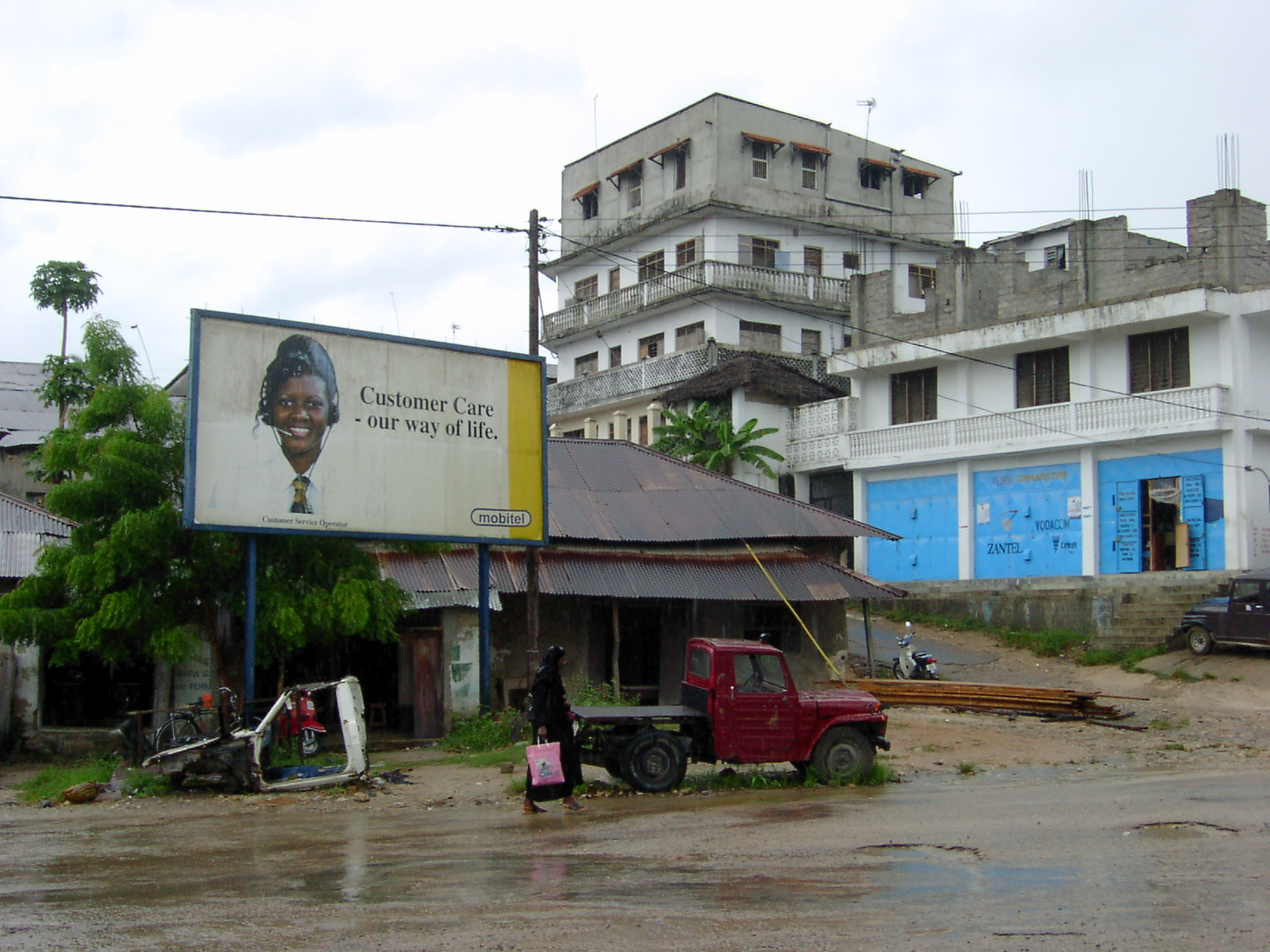
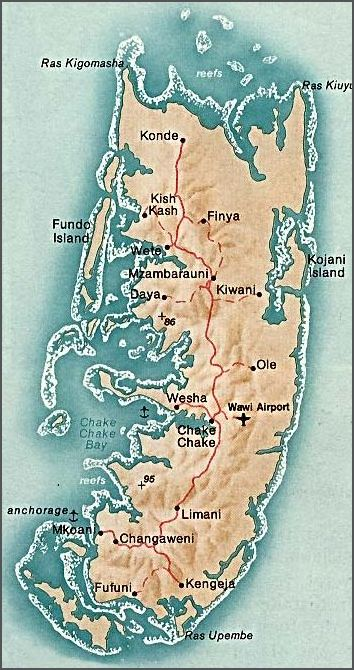
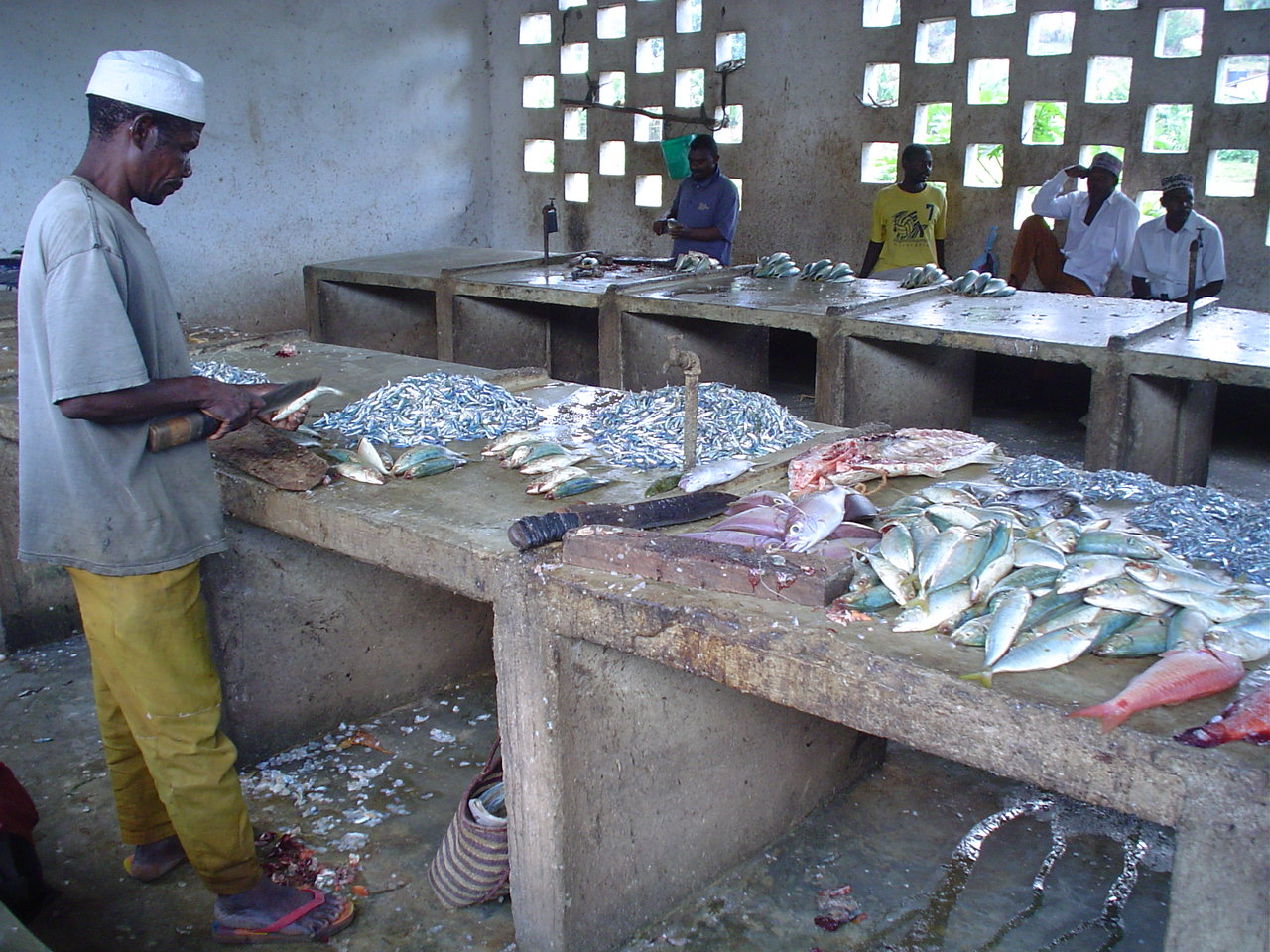
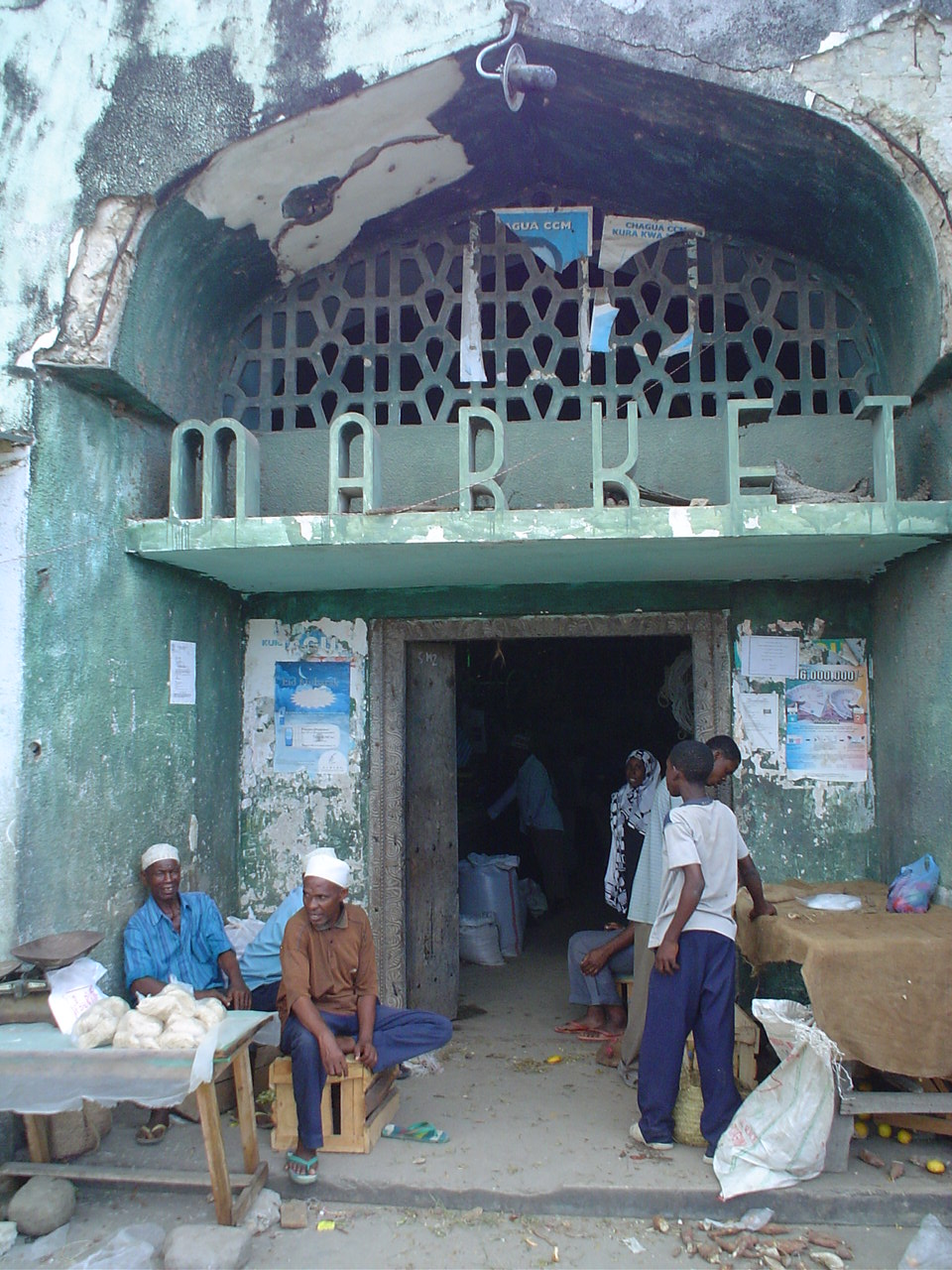
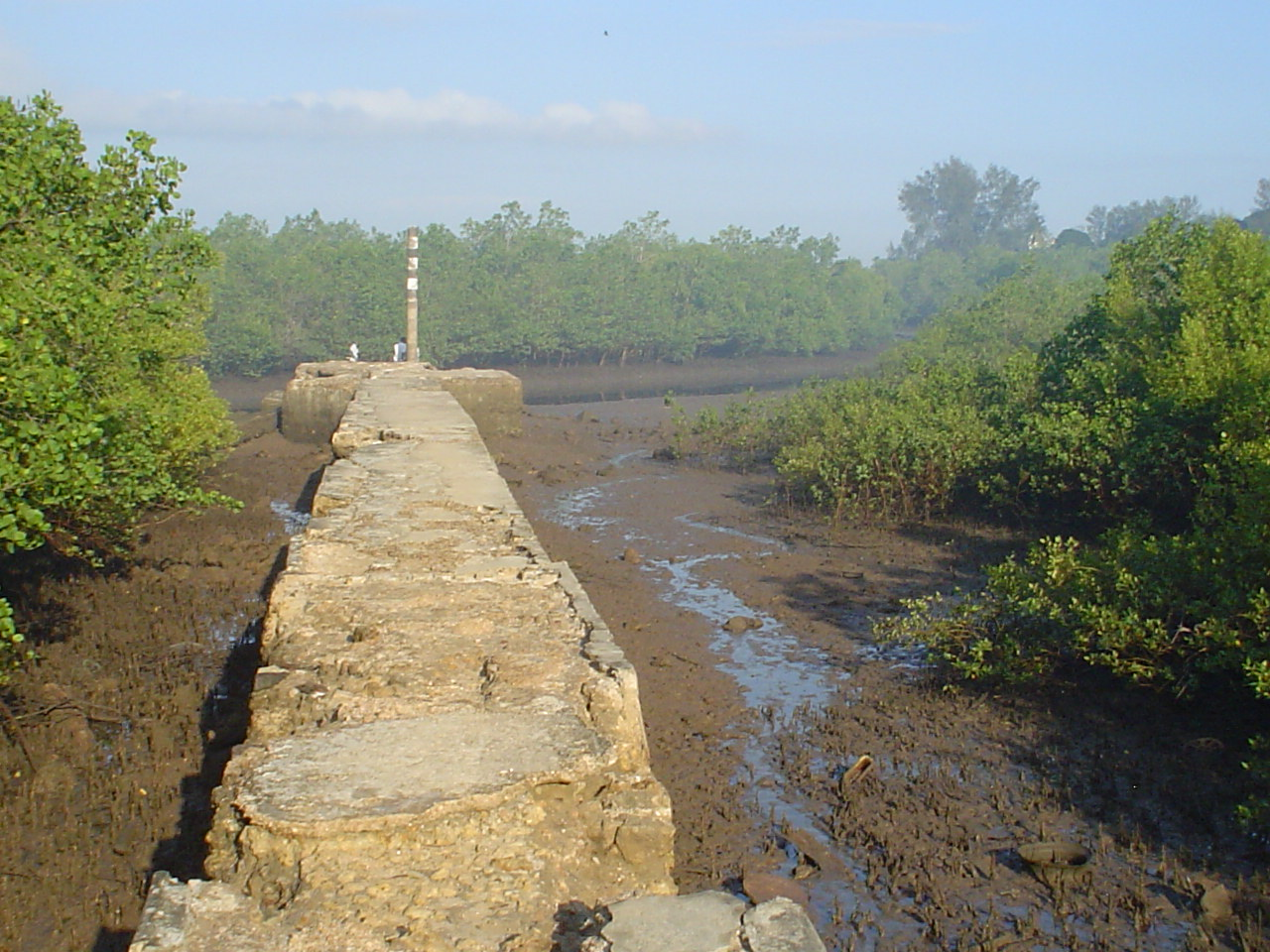
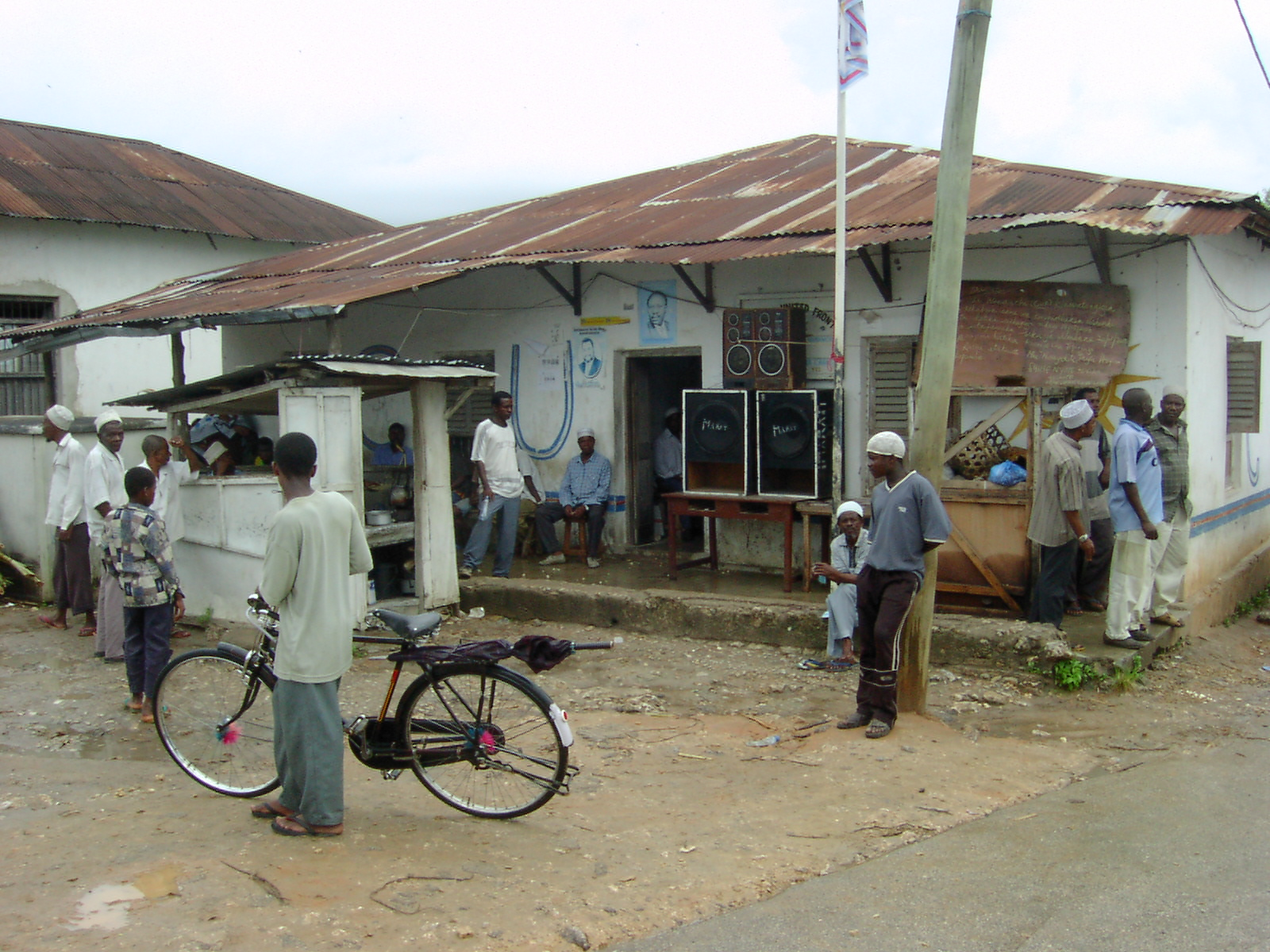